# Magnetski pol
Magnetski pol je krajnja točka trajnoga magneta ili elektromagneta, mjesto na kojem je najveća magnetska indukcija. U elektrostrojarstvu, magnetski su polovi osnovni dijelovi električnih generatora i električnih motora.

## Objašnjenje
Ako magnet pospemo željeznom piljevinom, vidjet ćemo da će se ona najviše nahvatati na krajevima, dok će je prema sredini biti sve manje. Krajevi magneta koji imaju najveću privlačnu silu zovu se magnetski polovi, i to je jedan sjeverni, a drugi južni. Međusobno djelovanje polova možemo pokazati pomoću magnetske igle.
Magnetska igla je magnet izrađen od tankog kaljenog čeličnog lima koji ima oblik vrlo produženog romba. U njegovu težištu smještena je kapica s udubljenim glatkim ležajem kojim igla leži na okomitom čeličnom šiljku. Ako magnetsku iglu pokrenemo iz mirovanja, vidjet ćemo da će ona, kad se poslije njihanja umiri, uvijek zauzeti isti položaj. Prema tome će uvijek jedan te isti njen kraj biti okrenut prema sjeveru, a drugi prema jugu. Sjeverni pol označuje se s N, a južni sa S.
Ako sjevernom polu magnetske igle približimo sjeverni pol drugoga magneta, igla će se udaljiti. Približimo li južni pol magneta sjevernom polu magnetske igle, igla će biti privučena. Isti slučaj imamo i s južnim polom. Iz toga proizlazi da se istoimeni magnetski polovi odbijaju, a raznoimeni privlače. 
Sastavimo li dva jednaka i ravna magneta tako da sjeverni pol bude uz sjeverni, a južni uz južni, vidjet ćemo da ovakav dvostruki magnet drži na svojim krajevima mnogo više željezne piljevine nego svaki za sebe. Međutim, približimo li takvom magnetu koji drži željeznu piljevinu protivni pol drugoga magneta, jedan će dio piljevine otpasti. Iz toga izlazi da se istoimeni magnetski polovi pojačavaju, a raznoimeni oslabljuju u svom učinku.

## Dipol
Dipol u elektrotehnici, je tvorevina koja ima dva električna ili dva magnetska pola. Hertzov dipol poseban je oblik električnog dipola u kojem naboji neprestano titraju, a tomu je posljedica emitiranje elektromagnetskih valova u prostor. Pojava je osobito izražena ako je dipol ostvaren vodičem kojemu je duljina cjelobrojni višekratnik polovice valne duljine emitiranih valova. Zato je poluvalni Hertzov dipol osnovna sastavnica mnogih antena.

## Kvadrupol
Kvadrupol (lat. u složenicama quadru-: četvero-, prema quattuor: četiri + -pol) je sustav dvaju dipola na maloj udaljenosti i time u jakom međudjelovanju (interakciji), zbog čega je njegovo djelovanje na okolinu bitno drugačije od djelovanja dvaju dipola. Postoje magnetski i električni kvadrupoli. Općenito, niz pravilno razmještenih dipola može činiti multipol, pa je kvadrupol prvi član niza iza dipola. Proučavanje svojstava kvadrupola i općenito multipola važno je u teoriji elektromagnetskog zračenja, dok se kvadrupolni raspored elektroda rabi na primjer kao maseni filtar snopa iona ili kao elektrostatska leća, a kvadrupolni raspored magneta kao magnetska leća.

## Zemljin magnetski pol
Zemljin magnetski pol je točka u kojoj je Zemljino magnetsko polje okomito, to jest gdje je magnetska deklinacija 90°. Zemljini magnetski polovi tijekom vremena mijenjaju svoj položaj, u prosjeku nekoliko desetaka kilometara godišnje.

### Geomagnetski pol
Geomagnetski pol je točka presjeka slobodne Zemljine površine i osi magnetskoga dipola koji najbolje približuje (aproksimira) Zemljino magnetsko polje. Os dipola prolazi Zemljinim središtem, a prema Zemljinoj osi rotacije priklonjena je oko 11,5º. Sjeverni geomagnetski pol nalazi se na sjeverozapadnom Grenlandu, a južni na Antarktici.

## Magnetski monopol
Magnetski monopol je odvojeni magnetski pol, magnetski ekvivalent električnom naboju, zamišljena (hipotetička) čestica koja bi posjedovala magnetski (sjeverni ili južni) naboj. Postojanje takve čestice omogućilo bi postavljanje Maxwellovih jednadžbi potpuno simetričnih s obzirom na električni i magnetski naboj (kao što gibanje električnoga naboja proizvodi magnetsko polje, tako bi gibanje magnetskoga naboja proizvodilo električno polje). Razmatranjem kvantne mehanike elektrona u prisutnosti magnetskoga monopola, Paul Dirac izveo je uvjet kvantizacije koji objašnjava diskretnost električnoga naboja (1931.). Istodobno, takvi Diracovi monopoli posjedovali bi ekstremno jako vezanje, koje bi olakšavalo njihovo otkrivanje. Svi dosadašnji pokusi pokazuju da u prirodi nema magnetskih monopola.